# Le grandi storie della fantascienza 16
Le grandi storie della fantascienza 16 (titolo originale Isaac Asimov Presents the Great SF Stories 16 (1954)) è il sedicesimo volume dell'antologia di racconti di fantascienza Le grandi storie della fantascienza raccolti e commentati da Isaac Asimov e Martin H. Greenberg per far conoscere i racconti della Epoca d'oro della fantascienza (Golden Age), che va dal 1939 al 1963.
Il volume è stato pubblicato nel 1987 e tradotto in italiano nello stesso anno.

## Racconti
- Il test di Richard Matheson
- Anachron di Damon Knight
- Nero Charlie di Gordon Dickson
- Giù fra gli estinti di William Tenn
- Padiglione di caccia di Randall Garrett
- Il Dedalo di Lysenko di David Grinnell
- Fervidamente Fahrenheit di Alfred Bester
- Equazioni Fredde di Tom Godwin
- Lettere da Laura di Mildred Clingerman
- Il trasformatore di Chad Oliver
- I musici di Babilonia di Edgar Pangborn
- La fine dell'estate di Algis Budrys
- La cosa-padre di Philip K. Dick
- In profondità di Arthur C. Clarke
- Balaam di Anthony Boucher
- L'uomo frantumato di H. L. Gold
- La risposta di Fredric Brown

## Edizioni
- (EN) Isaac Asimov e Martin H. Greenberg (a cura di), Isaac Asimov Presents the Great SF Stories 16 (1954), DAW Books, 1987.
- Isaac Asimov e Martin H. Greenberg (a cura di), Le grandi storie della fantascienza 16, collana Le Grandi Storie della Fantascienza, traduzione di Giampaolo Cossato e Sandro Sandrelli, Armenia, 1987, ISBN 88-344-0267-7.